# Равнотежа моћи
Равнотежа моћи или баланс моћи релативна је једнакост између две или више група, која осигурава статус quo. Нарушавање равнотеже у корист једне или више опција може водити значајним друштвеним променама, социјалним немирима и сл.